# Masacre de Sochy
La masacre de Sochy fue una matanza ocurrida el 1 de junio de 1943 en el pueblo de Sochy, en el Voivodato de Lublin, Condado de Zamość (Polonia), durante la ocupación alemana del país. La masacre, en la que murieron entre 181 y 200 personas (incluidas mujeres y niños), fue perpetrada por la Ordnungspolizei.

## Contexto

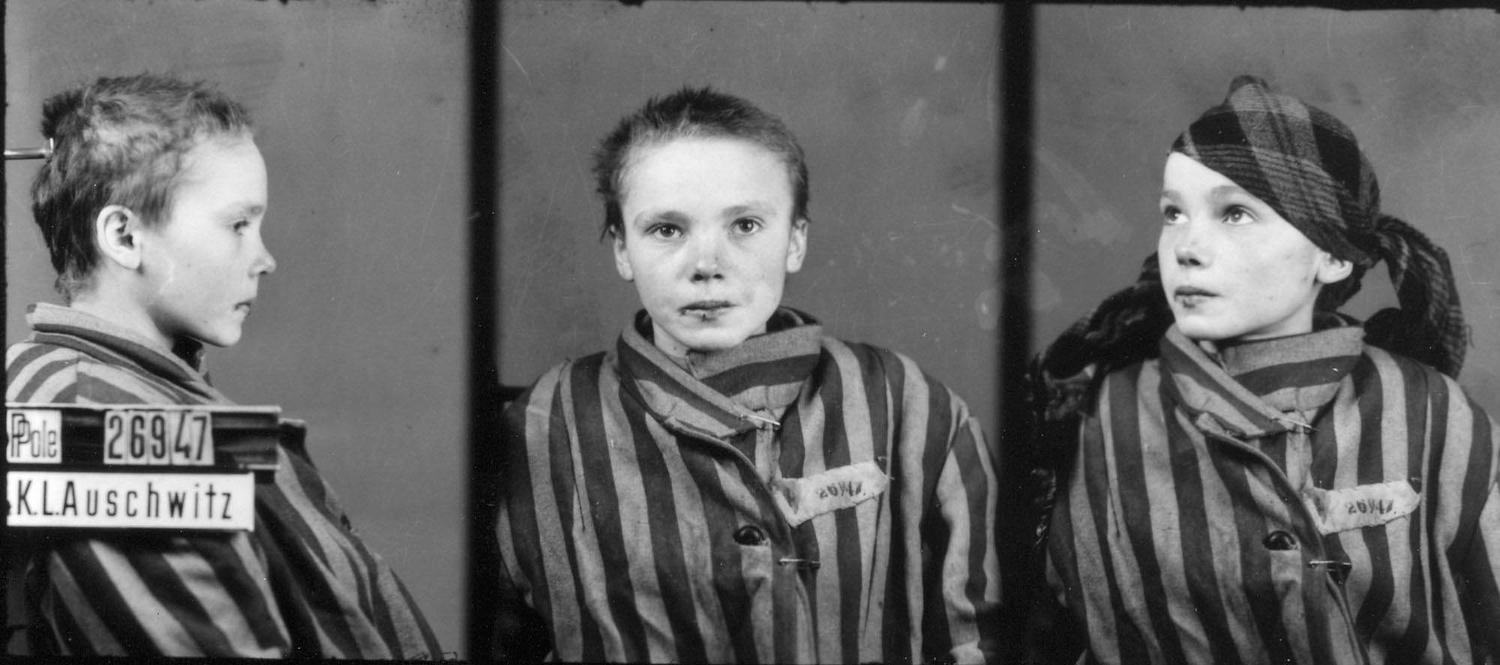
Czesława Kwoka (1942 o 1943). Kwoka murió en el campo de concentración de Auschwitz a los 14 años de edad.

Durante la Segunda Guerra Mundial y la ocupación de Polonia por parte de la Alemania nazi, los polacos fueron sometidos a una dura represión tanto en pueblos como en ciudades; cientos de aldeas polacas fueron objeto de pacificaciones, masacres, ejecuciones de civiles y quema de infraestructuras (habitualmente se llevaba a cabo la destrucción de pueblos enteros). Una lista incompleta elaborada tras el fin de la guerra estima el número de pueblos polacos destruidos por la ocupación alemana en 229, como por ejemplo Milejów el 6 de septiembre de 1939 (150 muertos); Skłoby el 11 de abril de 1940 (215 muertos); Józefów Duży el 14 de abril de 1940 (169 muertos); Rajsk el 16 de abril de 1942 (142 muertos); Kitów el 11 de diciembre de 1942 (174 muertos); Sumin el 29 de enero de 1943 (118 muertos); Kaszyce el 7 de marzo de 1943 (117 muertos); Sochy el 1 de junio de 1943 (entre 181 y 200 muertos); Michniów el 13 de julio de 1943 (203 muertos); Krasowo-Częstki el 17 de julio de 1943 (259 muertos); Borów el 2 de febrero de 1944 (232 muertos); Łążek el 2 de febrero de 1944 (187 muertos); Szczecin el 2 de febrero de 1944 (368 muertos); Jamy el 3 de marzo de 1944 (147 muertos); Krusze el 31 de agosto de 1944 (158 muertos); y Lipniak-Majorat el 2 de septiembre de 1944 (370 muertos).
El operativo de pacificación más extenso tuvo lugar entre noviembre de 1942 y agosto de 1943 en la región de Zamość, en Polonia, la cual fue seleccionada por los alemanes debido a su intención de colonizar la zona como parte del Plan General del Este; alrededor de 300 aldeas fueron testigo de la expulsión de sus hogares de más de 110 000 campesinos polacos, con el 31% de la población residiendo en la región de Zamość (algunos de los habitantes expulsados fueron enviados a realizar trabajos forzados en Alemania). Por su parte, los niños fueron deportados con el fin de ser germanizados, siendo un gran número de polacos enviados a los campos de concentración de Auschwitz y Majdanek para ser asesinados, mientras que el resto fueron trasladados desde sus hogares hasta el Gobierno General, siendo el objetivo exterminar otras 400 aldeas polacas.
Los actos de pacificación en la Polonia ocupada por los nazis y la expulsión de los polacos en la región de Lublin fueron hechos ocurridos bajo el liderazgo del Brigadeführer Odilo Globocnik, comandante de las SS y policía del distrito de Lublin. Las primeras operaciones tuvieron lugar la noche del 27 al 28 de noviembre de 1942; para finales de diciembre, 60 pueblos habitados por 34 000 polacos se habían visto involucrados en los acontecimientos. La segunda fase del operativo duró desde mediados de enero hasta finales de marzo de 1943 y cubrió las principales zonas del poviat de Hrubieszów, siendo desplazadas 63 aldeas.
El terror de la ocupación alemana contó con una resistencia pasiva por parte de la población desplazada y con una reacción armada por parte de la resistencia polaca. Las unidades de guerrilla de los Batallones de Campesinos, la Armia Krajowa y la Gwardia Ludowa intentaron detener los crímenes, la pacificación y el desplazamiento forzoso de los ciudadanos, atacando para ello las instalaciones alemanas de carácter económico así como las comunicaciones, tomando a su vez represalias contra los alemanes y los colonos que ocupaban aldeas polacas. La resistencia planteada por el Estado secreto polaco en conexión con la difícil situación de las tropas alemanas en el Frente Oriental obligó a los soldados a cesar temporalmente las labores de desplazamiento, las cuales reanudarían en los últimos días del mes de junio de 1943. Previamente, los alemanes llevaron a cabo una serie de operaciones de pacificación marcadamente violentas en la región de Zamość (una de ellas la efectuada en la aldea de Sochy, en la comuna de Zwierzyniec). La razón más probable detrás de la pacificación era posiblemente la cooperación de los habitantes de Sochy con la guerrilla polaca; de acuerdo con un testigo, poco antes de la masacre varios agentes de la Gestapo se presentaron en el pueblo afirmando ser partisanos, procediendo seguidamente a analizar la actitud de la población respecto a la resistencia polaca (la exterminación de Sochy fue una de las numerosas pacificaciones que los alemanes llevaron a cabo tanto en la región de Zamość como en Polonia).

## Masacre

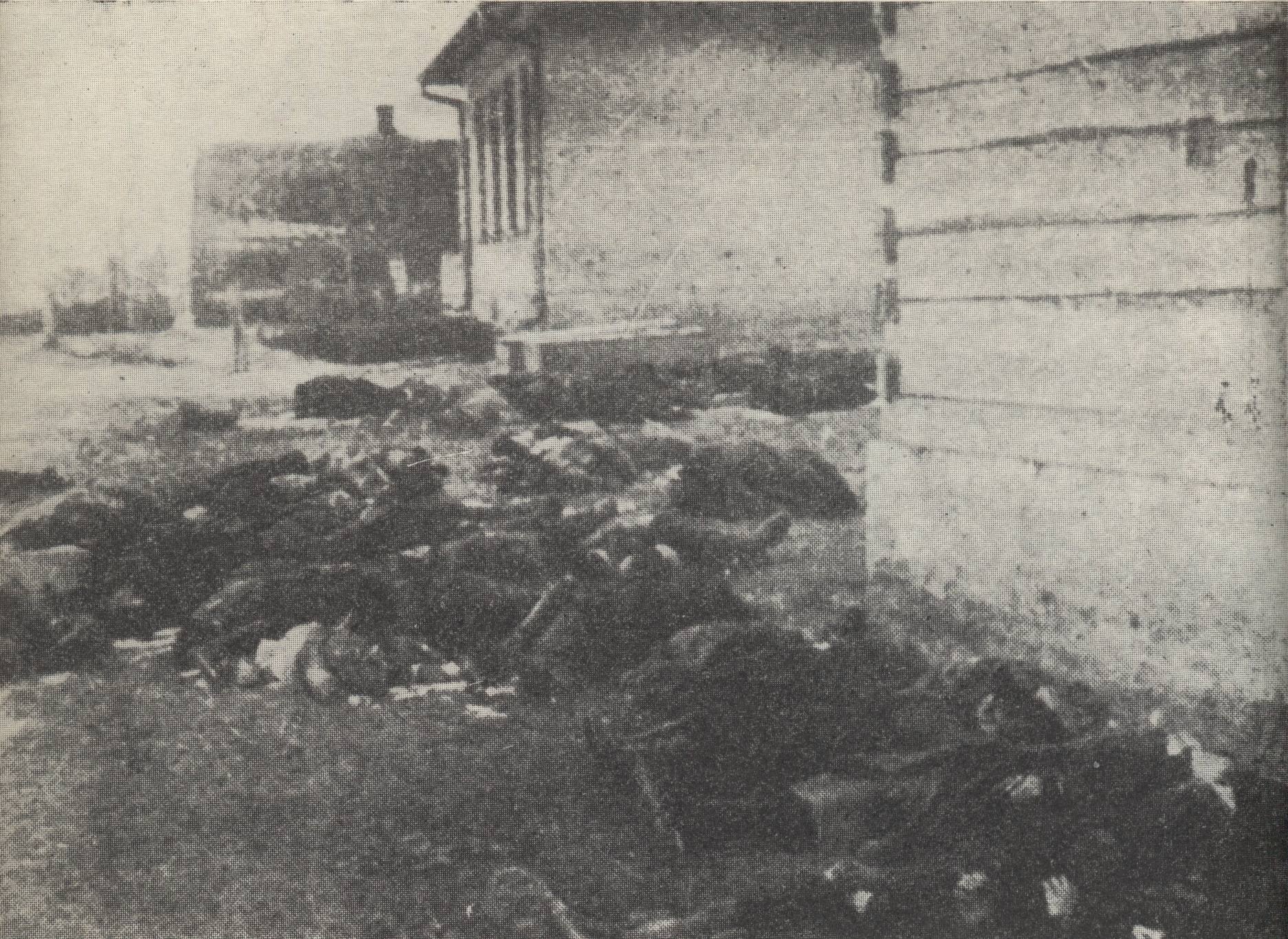
Víctimas de la masacre de Sochy (junio de 1943).

En las primeras horas de la mañana del 1 de junio de 1943, las tropas alemanas llegaron a Sochy (el operativo de pacificación incluía principalmente oficiales de la Ordnungspolizei estacionados en Zamość, acompañados a su vez por miembros de las SS y por colaboradores de habla rusa o ucraniana). Los soldados alemanes se encontraban situados en las pendientes del valle en el que se ubica el pueblo de Sochy, procediendo desde allí a rodear la aldea. Cuando los habitantes advirtieron la presencia de los soldados, y debido a los acontecimientos ya registrados en otros pueblos polacos, empezaron a sacar sus pertenencias de sus casas debido a las sospechas de un posible traslado. Sin embargo, los alemanes irrumpieron en la aldea y dieron comienzo a una matanza sistemática en la que hombres, mujeres, niños y ancianos fueron masacrados; los edificios fueron incendiados dejando a varios de los heridos en su interior (hubo casos en los que las víctimas fueron arrojadas a los edificios en llamas), mientras que varias familias enteras fueron asesinadas durante la pacificación.
Alrededor de las 8:00 horas, la policía alemana abandonó Sochy. De 7:00 a 10:00, varios aviones de la Luftwaffe sobrevolaron la zona y procedieron a bombardear y disparar con ametralladoras tanto la aldea como los campos cercanos, donde se hallaban ocultos varios civiles que habían logrado sobrevivir a la primera fase de la matanza, lo que provocó cerca de una docena de muertos (este fue el primer caso en la Polonia ocupada en que los alemanes emplearon aviones militares en una pacificación). Durante el operativo, la Luftwaffe bombardeó otras aldeas: Momoty Dolne, Momoty Górne, Pawłów, Tokary y Klew.
El número de víctimas de la matanza se estima en 181, 182, 183 o cerca de 200. Aproximadamente la mitad de los habitantes de la aldea fueron asesinados (algunos civiles se encontraban fuera del pueblo cuando tuvo lugar la masacre). De acuerdo con Czesław Madajczyk, 106 hombres, 53 mujeres y 24 niños se hallaban entre las víctimas, mientras que otras fuentes citan 108 hombres y 54 mujeres o 103 mujeres y niños. Por su parte, Janina Mikoda ofrece un registro con los nombres de 159 de las víctimas, permaneciendo el resto sin identificar. Respecto a la aldea, esta resultó completamente destruida; solo quedaron en pie tres viviendas y dos graneros.

## Hechos posteriores
Los alemanes ordenaron a las autoridades municipales la organización de un entierro. Entre las ruinas y la pila de cadáveres resultante de la matanza, los habitantes de pueblos cercanos encontraron cerca de 25 heridos graves, quienes fueron trasladados a un hospital en Biłgoraj, mientras que las víctimas mortales fueron enterradas en siete fosas comunes.
La masacre fue ampliamente difundida; reportajes sobre el Estado secreto polaco y la prensa clandestina informaron de lo ocurrido. Como represalia por la matanza y pacificación de Sochy, unidades de partisanos del Estado secreto polaco de la Armia Krajowa, comandadas por Adam Piotrowski («Dolina»), Jan Turowski («Norbert») y Tadeusz Kuncewicz («Podkowa»), atacaron la aldea de Siedliska, ocupada por los alemanes, entre el 5 y el 6 de junio de 1943. Según fuentes clandestinas, 60 personas fueron asesinadas y 140 granjas incendiadas.

## Memorial

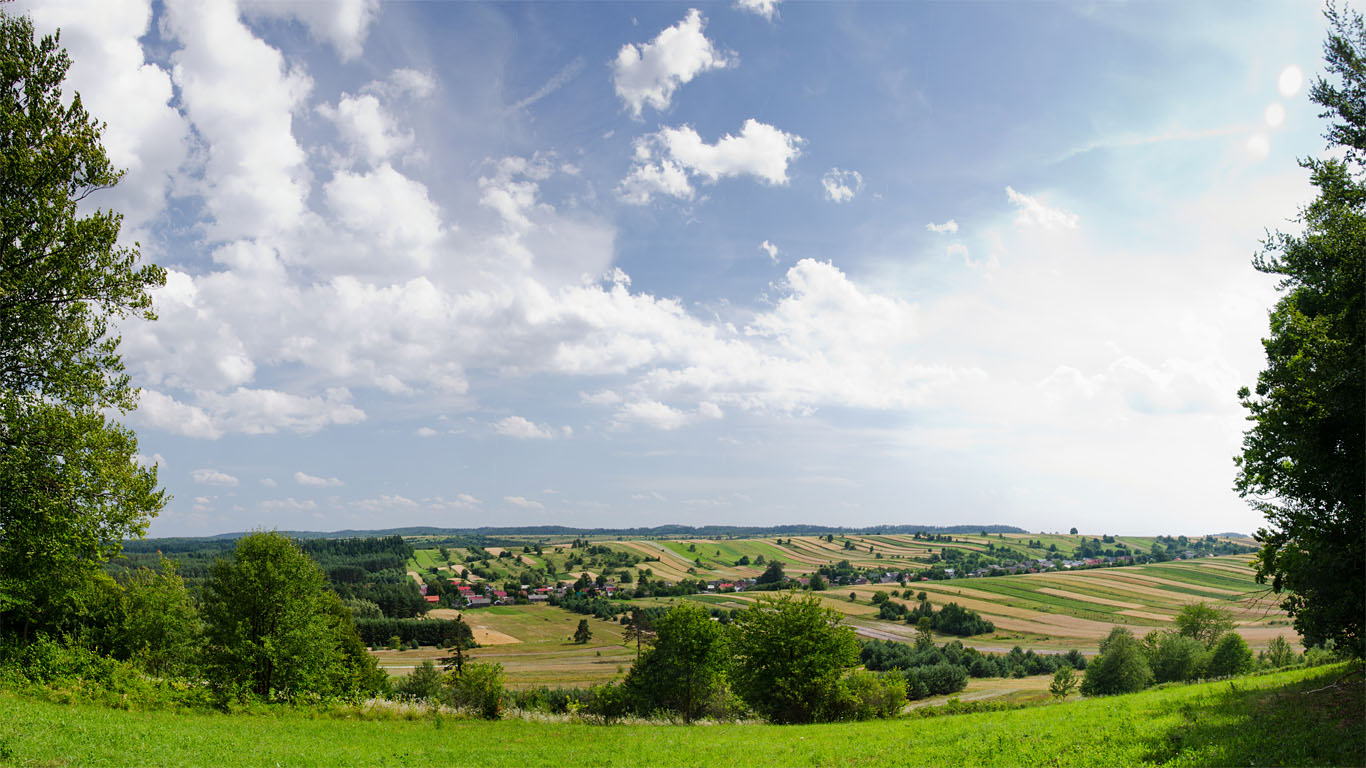
Vista de la aldea de Sochy desde Bukowa Góra.

En la aldea de Sochy existe un cementerio con siete fosas comunes en las que yacen los restos de las víctimas de la matanza. Una puerta con la inscripción «Nie zabijaj» («No matarás»), del quinto mandamiento, conduce al camposanto. Así mismo, se erigió un monumento en conmemoración a las víctimas, entre las que se encuentran cerca de 45 niños, 52 mujeres y 88 hombres. Próximo al cementerio se halla un panel el cual informa sobre la pacificación y exterminio de Sochy por los alemanes en tres idiomas: polaco, alemán e inglés.

## Cultura
La obra de la poeta Teresa Ferenc, quien con nueve años de edad logró sobrevivir a la pacificación de Sochy (en la cual perdió a sus padres), se refiere tanto a la matanza como a la Segunda Guerra Mundial. Del mismo modo, el trauma familiar asociado al exterminio de Sochy constituye el argumento principal del libro Mała Zagłada, escrito por Anna Janko, hija de Ferenc. Sumado a lo anterior, se rodó un documental del mismo título basado en el libro de Janko.